# Juin 1947

## Évènements
- France : vagues de grèves insurrectionnelles visant à contrer le plan Marshall.
- Juin-juillet[1] : avec l’accession à l’indépendance de l’Inde et du Pakistan, l’Afghanistan demande la tenue d’un référendum d’autodétermination dans la province de la Frontière-du-Nord-Ouest, peuplée essentiellement de Pachtouns. Les tensions entre les deux pays persistent pendant plusieurs années. Des affrontements sporadiques ont lieu entre les forces armées pakistanaises et des membres de la tribu pachtoune qui avaient créé, avec l’approbation du gouvernement afghan, un mouvement indépendantiste décidé à établir un État sous le nom de Pachtounistan ou Pathanistan.

- 1er juin : Grand Prix automobile de Nîmes.

- 2 juin : grève des cheminots, bientôt suivis par les employés d’EDF-GDF, puis par les employés de banque et les mineurs. Dans un contexte de bas salaires et de pénurie, le gouvernement doit affronter un important mouvement de revendication sociale.

- 5 juin : annonce du plan Marshall[2], en vue de la reconstruction économique de l'Europe et pour lutter contre le communisme (discours de Harvard). Le secrétaire d’État George Marshall propose à l’Europe un plan d’aide économique et de stabilité politique mis au point par Kennan. Ce plan pourrait en principe s’appliquer aux pays de la zone d’influence soviétique. 12,5 milliards de dollars seront consacrés à la reconstruction de l’Europe du 1er avril 1948 au 30 juin 1952.

- 6 juin : début de l’élimination de l’opposition en république populaire de Bulgarie. Le chef du parti agrarien est arrêté et 22 députés sont déchus de leur mandat.

- 8 juin : Grand Prix automobile de Suisse.

- 9 juin : inauguration à Paris du Musée national d'Art moderne.

- 16 juin : indépendance de la Birmanie, sans lien aucun avec le Commonwealth (officielle le 4 janvier 1948).

- 17 juin : premier vol du prototype navalisé de l'avion Supermarine Attacker.

- 18 juin au 22 juin : congrès marial d'Ottawa.

- 19 juin :
  - le gangster Bugsy Siegel est assassiné dans la demeure de sa petite amie, l'actrice Virginia Hill.
  - Le Lockheed P-80 piloté par Albert Boyd atteint la vitesse de 1 003,81 km/h[3].

- 20 juin : le Premier ministre indonésien Sjahrir démissionne et est remplacé par Amir Sjarifuddin le 3 juillet. De nombreux incidents se produisent entre les troupes hollandaises et indonésiennes. Les négociations en vue du règlement des questions économiques et pour l’application de l’accord de Linggarjati traînent en longueur.

- 24 juin : l'homme d'affaires Kenneth Arnold, pilote privé de Boise, dans l'Idaho, observe neuf objets volants près du mont Rainier dans l’État de Washington alors qu'il effectuait un vol de reconnaissance à bord de son appareil. Il ne parvient pas à les identifier et lance par là même l'ère moderne des soucoupes volantes. Ce fait est considéré comme la première grande observation d'OVNI.

- 29 juin : Grand Prix automobile de Belgique.

- 30 juin : le ministre de l’Intérieur français Édouard Depreux révèle le complot du Plan Bleu, formé par des anti-communistes

## Naissances
- 1er juin :
  - Patrick Grainville, écrivain français, prix Goncourt.
  - Ron Wood, musicien, bassiste du Jeff Beck Group et guitariste des Faces, il rejoint les Rolling Stones en 1975.
- 4 juin : François Ricard, écrivain canadien († 17 février 2022).
- 6 juin : Robert Englund,acteur, alias Freddy Krueger.
- 11 juin : Anne Jolivet, actrice française
- 12 juin : Dave MacKenzie, homme politique canadien.
- 14 juin : 
  - Daryl Kramp, homme politique canadien († 8 février 2024).
  - Roger Liddle, homme politique et consultant britannique.
- 15 juin :
  - Tim Hunter, réalisateur et scénariste américain de télévision et de cinéma.
  - Paul Nahon, journaliste français.
  - Alain Aspect, physicien français.
- 16 juin : -minu, auteur et chroniqueur suisse.
- 18 juin : 
  - Dominique Valéra, karatéka français
  - Bernard Giraudeau, acteur français († 17 juillet 2010).
- 19 juin :
  - Salman Rushdie, écrivain britannique d'origine indienne, auteur des « Versets sataniques ».
  - John Ralston Saul, auteur et Président de PEN International.
- 20 juin : Gérard Collomb, homme politique français († 25 novembre 2023).
- 21 juin : Chirine Ebadi, avocate iranienne, prix Nobel de la paix 2003.
- 22 juin : 
  - Bev Shipley, homme politique fédéral canadien.
  - Jerry Rawlings, chef d'état ghanéen († 12 novembre 2020).
  - Bruno Latour, sociologue, anthropologue et philosophe des sciences français († 9 octobre 2022).
- 24 juin : Armand Langlois, artiste peintre plasticien et fresquiste français.
- 26 juin : Jihel de son vrai nom Jacques Lardie artiste plasticien auteur de la série Ciment de l'histoire.
- 28 juin : Anny Duperey, actrice et romancière française.
- 29 juin : 
  - Claude Montana, couturier et styliste français († 23 février 2024).
  - Richard Lewis, humoriste américain († 29 février 2024).
- 30 juin : 
  - Jasper van 't Hof, pianiste de jazz néerlandais.
  - Jean-Yves Le Drian, homme politique français.

## Décès
- 10 juin : Alexander Bethune, maire de Vancouver.
- 16 juin : Jean Capart, égyptologue belge.
- 25 juin : William Donald Ross, lieutenant-gouverneur de l'Ontario.
- 26 juin : Richard Bedford Bennett, premier ministre du Canada.